# 김앤장 법률사무소
김앤장 법률사무소(Kim & Chang)(金&張)는 대한민국의 법률사무소이다. 서울 종로구 내자동과 홍콩에 사무소를 두고 있다. 1973년 1월 김영무가 설립하고, 같은 해 말 장수길이 합류하여 '김앤장'이라는 이름이 만들어졌다.

## 개요
김앤장 법률사무소는 법무법인이 아니라 구성원들이 형성한 조합 형태의 법률사무소로서, 대한변호사협회 회칙 제39조에 의거, 법인이 아닌 로펌 형태로서의 공동법률사무소 규정에 따라 2003년 7월 21일자로 대한변호사협회에 공동법률사무소로 신고하여 법적으로는 합동 변호사 사무실의 형태를 띠고 있다. 하지만, 사업자 등록이 '김∙장 법률사무소'라는 단일 명칭으로 되어있고 사건 수임계약 및 사건처리 또한 사무실 차원의 협동작업으로 진행되고 있으며, 대표 변호사 또한 김영무, 장수길, 이재후 등 공동 경영자 방식을 띄고 있으나 실질적인 운영은 김영무 변호사가 맡고 있고 공문 또한 김영무 변호사 명의로 발송하는 등 합동 변호사 사무실 형태가 아닌 단일 법률사무소로서의 업무처리 방식을 띄고 있다.
국내 법무법인 순위를 매기면 김앤장이 1위를 차지할 때가 많다. 또한 영국의 법률시장 조사기관 Acritas에 따르면, 김앤장은 아시아·태평양 로펌 순위 6위를 차지했다.

## 위치
2개의 사무실을 제외한 사무실이 법원과 가까운 서초구에 자리를 두고 있는 것과 달리 종로구 새문안로 일대에 자리를 잡고 있으며 나머지 2개의 사무실 위치는 다음과 같다.
- 지적재산권 분쟁 담당 사무실 : 2005년 8월 설립된 사무실로서, 공동 경영자인 이재후, 장수길이 동숭동 흥국생명 빌딩으로 독립하여 세웠다. 현재는 더케이트윈 타워에 위치하고 있다.
- 김승현가옥 : 김영무 변호사의 사저로서 종로구 운니동의 김승현가옥 앞의 빌딩에 위치하고 있다. 옛 운현궁의 일부로서 박영효의 손녀가 고종황제의 손자 이우와의 결혼으로 받은 가옥을 이승만 정권 당시 김앤장 대표 변호사 김영무의 부친에게 매각한 것을 김영무 변호사가 물려받았다.

## 조직
국내변호사, 외국변호사, 공인회계사, 세무사, 공인노무사, 변리사 등의 전문가 그룹이 있으며 업무구분은 다음과 같다.

### 구분
- 고문 및 전문위원 : 대개 행정 부처의 국장급 이상 및 금융업계의 임원급 이상 고위직 출신들이 맡고 있으며, 자신들의 전문 영역에 대해서만 자문을 맡는다. 2006년 10월 말 기준 19명 정도로 파악되고 있다.
- 실장 또는 부실장 : 국장급 이하의 정부 관료 출신들에게 주어지는 직책이며 약 44명 정도로 파악되고 있다.
- 사무 그룹 : 변호사를 중심으로 하여 각종 업무를 지원하며, 회사 조직을 본떠서 부서별로 나누어 이사들이 책임을 맡고 있다.

### 분야별 업무
규제 및 컴플라이언스
- 공정거래
- 관세 및 국제통상
- 금융 규제
- 부패방지·준법경영
- 인사·노무
- 조세
- 프라이버시·정보보호
- 환경

경영 및 거래 법률 자문
- 기업구조조정
- 기업인수·합병
- 기업지배구조
- 사모투자
- 자본시장
- 지식재산권
- 파생상품
- 파이낸싱
- 해외법무

분쟁 해결
- 국제중재·소송
- 기업형사·화이트칼라범죄
- 소송

### 산업별 업무
- 방송·통신
- 보험
- 부동산·건설
- 비은행 금융기관
- 에너지·자원
- 엔터테인먼트·스포츠·레저
- 은행
- 자산운용
- 전자금융·핀테크
- 제약·의료기기·식품·화장품
- 증권
- 해상

## 직원 수
2019년 1월 기준으로 김앤장에는 대한민국 변호사 747명, 외국 변호사 190명이 소속되어 있다.

## 인물
김영무, 장수길, 이재후 외에 수많은 유명한 변호사들이 김앤장에서 과거에 근무했거나 현재 근무하고 있다. 대표적으로 국회의원 천정배, 전 헌법재판소장 박한철, 전 문화체육관광부 장관 조윤선과 남편 박성엽, 전 국회의원 김회선 등이 김앤장에서 근무했었고 전 대법관 손지열, 전 헌법재판소 재판관 목영준, 전 주미국 대사 현홍주, 전 주한 미국상공회의소 제프리 존스 등이 현재 근무하고 있다. 박근혜 정부 문화예술계 블랙리스트 사건에 연루된 조윤선 전 문화체육관광부 장관의 남편인 박성엽 변호사는 아내의 변론을 해줘서 주목받았다.

## 같이 보기
- 조합형 로펌